# Олдермен
О́лдермен, а́льдерман (англ. alderman букв. «старшина, старейшина, староста») — член муниципального совета или муниципального собрания в Великобритании, в особенности в Англии и некоторых англоязычных странах; иногда — местный муниципальный судья по небольшим гражданским делам (например, в Пенсильвании). Исторически этот титул произошёл от позиции главы местного собрания или органа управления в англосаксонском обществе, занимаемой старейшим членом аристократии или старейшиной (мудрейшим).
В средневековой Германии альдерман (или ольдерман) означал вообще старшину какой-либо корпорации и гильдии торговцев в особенности.

## Великобритания
Титул олдермена использовали в Англии, Уэльсе и Ирландии. До XIX века значение его было достаточно размыто, так как местные органы власти имели разные правила и законы. После муниципальной реформы 1835 года местные органы власти состояли из членов совета и олдерменов. Олдерменов переизбирали каждые 6 лет всем советом, включая уходящих олдерменов. С 1910 года уходящие олдермены потеряли право участвовать в избрании нового совета. Институт олдерменов был полностью расформирован в 1974 году в соответствии с Актом местного управления 1972 года.
В настоящее время титул «олдермен» иногда присваивают как почётное звание за долговременную службу в местном совете (чаще в Северной Ирландии). Только в лондонском Сити до сих пор остался титул «олдермена», избираемого населением каждого избирательного округа (причём до последнего времени пожизненно). Например, кандидат на пост лорда-мэра Лондона должен быть олдерменом одного из округов. Советы графств также ещё избирают олдермена в отличие от сельских и городских советов.

## Ирландия
В Ирландии титул «олдермен» носил глава выборного местного управления. В 2001 году в результате модернизации местного правительства титул был отменён и к 2004 году не осталось ни одного олдермена.

## Канада
В Канаде исторически титул «олдермен» носили представители от избирательных участков, избранные в местные советы. Так как со временем в местные органы управления стали чаще избираться женщины, титул «олдермен» в большинстве случаев был заменён на более нейтральное «советник» и сейчас используется довольно редко.

## Соединённые Штаты
«Палата олдерменов» (то есть «палата старейшин») является управляющим учреждением во многих местных округах США. В этом случае членов палаты именуют «олдермен» (мужчина) или «олдервумен» (женщина). В большинстве сельских районов США существуют палаты олдерменов в отличие от больших городских советов или городских комитетов. В Пенсильвании олдерменами в XIX — начале XX веков называли местных судей по мелким делам.